# مايك باومغارتنر
مايك باومغارتنر (بالإنجليزية: Mike Baumgartner)‏ هو لاعب هوكي الجليد أمريكي، ولد في 30 يناير 1949 في روزيو في الولايات المتحدة.

## وصلات خارجية
- مايك باومغارتنر على موقع دوري الهوكي الوطني (الإنجليزية)
- مايك باومغارتنر على موقع قاعة مشاهير الهوكي (لاعب أن.إتش.أل) (الإنجليزية)
- مايك باومغارتنر على موقع EliteProspects.com (الإنجليزية)
- مايك باومغارتنر على موقع Hockey-Reference.com (الإنجليزية)